# Joannes Stadium
 (mars 2025).
Le Joannes Stadium est un stade de baseball situé dans la ville de Green Bay, dans l'État du Wisconsin, aux États-Unis. Construit en 1929, il a été le domicile de clubs de baseball tant professionnels que semi-professionnels ou universitaires. Le stade a notamment été le domicile, durant les années 1950 et 1960, des Blue Jays de Green Bay, club professionnel de ligue mineure affilié aux Indians de Cleveland et aux Dodgers de Brooklyn.

## Histoire
Le stade est construit en 1929 pour accueillir un club de baseball semi-professionnel local, les Billy Goats. En 1935, le stade accueille un match d'exhibition des ligues majeures de baseball opposant les Browns de Saint-Louis et les Pirates de Pittsburgh ; 3500 personnes assistent à la rencontre.
Les Blue Jays de Green Bay, club de ligue mineure, de niveau D, ayant évolué en Ligue de l'État du Wisconsin, ont joué dans le stade de 1940 à 1942 et de 1946 à 1953.